# Pierre-Richard Gaetjens
Pierre-Richard Gaetjens (ur. 26 czerwca 1955) – haitański lekkoatleta, sprinter.
Brał udział w igrzyskach w 1972, na których wystartował w biegu na 100 metrów. Odpadł w pierwszej rundzie zajmując ostatnie, 7. miejsce w swoim biegu eliminacyjnym z czasem 11,50 s. Czas ten jest jego rekordem życiowym. Dzięki występowi w Monachium jest najmłodszym haitańskim olimpijczykiem.

## Rekordy życiowe
Na podstawie
- Bieg na 100 metrów – 11,50 s (31 sierpnia 1972,  Monachium, Letnie Igrzyska Olimpijskie 1972)